# Parepectasoides boliviana
Parepectasoides boliviana – gatunek chrząszcza z rodziny kózkowatych i podrodziny zgrzypikowych. Jedyny przedstawiciel rodzaju Parepectasoides.

## Zasięg występowania
Ameryka Południowa, występuje w Boliwii w departamencie Santa Cruz.